# Muehlenbeckia volcanica
Muehlenbeckia volcanica là một loài thực vật có hoa trong họ Rau răm. Loài này được (Benth.) Endl. mô tả khoa học đầu tiên năm 1848.